# Marphysa bifurcata
Marphysa bifurcata är en ringmaskart som beskrevs av Kott 1951. Marphysa bifurcata ingår i släktet Marphysa och familjen Eunicidae. Inga underarter finns listade i Catalogue of Life.